# Campeonato Carioca de Futebol de 1975
O Campeonato Carioca de Futebol de 1975 foi a 77.ª edição da principal divisão do futebol no Rio de Janeiro, disputado por doze equipes e teve como campeão o Fluminense.

## O campeonato

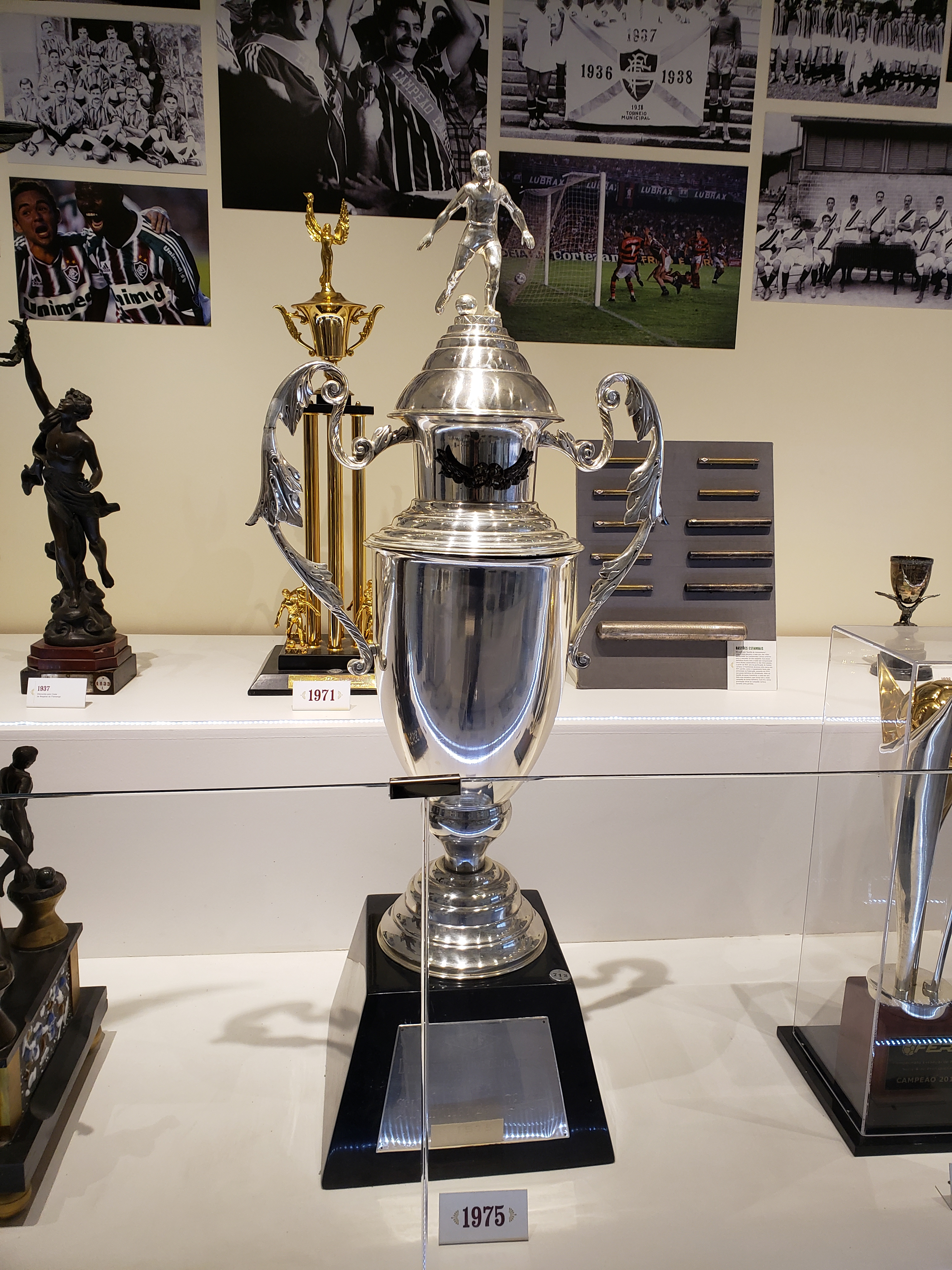
Taça do Carioca de 1975.

A disputa deu-se em quatro fases. Na primeira (Taça Guanabara), com doze equipes (Fluminense, America, Vasco, Botafogo, Flamengo, Bonsucesso, Bangu, Madureira, São Cristóvão, Portuguesa, Olaria e Campo Grande), Fluminense e America terminaram empatados em pontos, na liderança. A partida final foi vencida pelo Fluminense por 1 a 0, e o time sagrou-se campeão da primeira fase.
Na segunda fase (Taça Augusto Pereira da Motta), disputada entre as mesmas equipes, o Botafogo terminou líder isolado, sagrando-se campeão. Oito equipes classificaram-se para a terceira fase. Olaria, Campo Grande, Bonsucesso e São Cristóvão foram eliminados. Na terceira fase (Taça Danilo Leal Carneiro), Vasco e Flamengo terminaram empatados em pontos, na liderança. Na decisão, o Vasco venceu por 1 a 0.
Os três campeões de turno passaram à fase final. Os jogos dessa fase foram:
10 de agosto: Fluminense 4 x 1 Vasco
14 de agosto: Vasco 2 x 0 Botafogo
17 de agosto: Fluminense 0 x 1 Botafogo
Na última partida, o Botafogo precisava de uma vitória por três gols de diferença para conquistar o título, pelo saldo de gols. Como conseguiu apenas um gol, o Fluminense se sagrou campeão, com 2 de saldo, contra -1 de Vasco e Botafogo.

## Classificação

### 1º Turno (Taça Guanabara)
| Classificação | Classificação | Classificação | Classificação | Classificação | Classificação | Classificação | Classificação | Classificação | Classificação |
| Pos           | Time          | PG            | J             | V             | E             | D             | GP            | GS            | SG            |
| ------------- | ------------- | ------------- | ------------- | ------------- | ------------- | ------------- | ------------- | ------------- | ------------- |
| 1             | Fluminense    | 18            | 11            | 8             | 2             | 1             | 26            | 7             | +19           |
| 1             | America       | 18            | 11            | 8             | 2             | 1             | 24            | 7             | +17           |
| 3             | Vasco da Gama | 17            | 11            | 7             | 3             | 1             | 24            | 11            | +13           |
| 4             | Botafogo      | 16            | 11            | 7             | 2             | 2             | 25            | 7             | +18           |
| 5             | Flamengo      | 13            | 11            | 5             | 3             | 3             | 26            | 10            | +16           |
| 6             | Bonsucesso    | 12            | 11            | 4             | 4             | 3             | 12            | 13            | -1            |
| 7             | Bangu         | 11            | 11            | 4             | 3             | 4             | 9             | 12            | -3            |
| 8             | São Cristóvão | 7             | 11            | 2             | 3             | 6             | 13            | 27            | -14           |
| 9             | Madureira     | 7             | 11            | 2             | 3             | 6             | 8             | 22            | -14           |
| 10            | Portuguesa    | 5             | 11            | 0             | 5             | 6             | 6             | 18            | -12           |
| 11            | Campo Grande  | 4             | 11            | 0             | 4             | 7             | 4             | 22            | -18           |
| 12            | Olaria        | 4             | 11            | 2             | 0             | 9             | 5             | 26            | -21           |

#### Decisão do 1º Turno
27/04/1975 Fluminense 1-0 America

### 2º Turno (Taça Augusto Pereira da Motta)
Apenas os oito primeiros colocados estão classificados para disputar o 3º turno.
| Classificação | Classificação | Classificação | Classificação | Classificação | Classificação | Classificação | Classificação | Classificação | Classificação |
| Pos           | Time          | PG            | J             | V             | E             | D             | GP            | GS            | SG            |
| ------------- | ------------- | ------------- | ------------- | ------------- | ------------- | ------------- | ------------- | ------------- | ------------- |
| 1             | Botafogo      | 21            | 11            | 10            | 1             | 0             | 31            | 8             | +23           |
| 2             | Flamengo      | 20            | 11            | 9             | 2             | 0             | 27            | 7             | +20           |
| 3             | Vasco da Gama | 15            | 11            | 7             | 1             | 3             | 18            | 6             | +12           |
| 4             | Fluminense    | 15            | 11            | 6             | 3             | 2             | 19            | 8             | +11           |
| 5             | America       | 14            | 11            | 6             | 2             | 3             | 19            | 14            | +5            |
| 6             | Bangu         | 9             | 11            | 2             | 5             | 4             | 6             | 14            | -8            |
| 7             | Madureira     | 8             | 11            | 3             | 2             | 6             | 7             | 18            | -11           |
| 8             | Portuguesa    | 8             | 11            | 2             | 4             | 5             | 9             | 23            | -14           |
| 9             | Olaria        | 6             | 11            | 1             | 4             | 6             | 6             | 12            | -6            |
| 10            | Campo Grande  | 6             | 11            | 2             | 2             | 7             | 6             | 16            | -10           |
| 11            | Bonsucesso    | 5             | 11            | 0             | 5             | 6             | 7             | 18            | -11           |
| 12            | São Cristóvão | 5             | 11            | 0             | 5             | 6             | 6             | 17            | -11           |

### 3º Turno (Taça Danilo Leal Carneiro)
| Classificação | Classificação | Classificação | Classificação | Classificação | Classificação | Classificação | Classificação | Classificação | Classificação |
| Pos           | Time          | PG            | J             | V             | E             | D             | GP            | GS            | SG            |
| ------------- | ------------- | ------------- | ------------- | ------------- | ------------- | ------------- | ------------- | ------------- | ------------- |
| 1             | Vasco da Gama | 12            | 7             | 6             | 0             | 1             | 19            | 7             | +12           |
| 1             | Flamengo      | 12            | 7             | 6             | 0             | 1             | 22            | 6             | +16           |
| 3             | America       | 9             | 7             | 4             | 1             | 2             | 11            | 6             | +5            |
| 4             | Fluminense    | 9             | 7             | 4             | 1             | 2             | 9             | 5             | +4            |
| 5             | Botafogo      | 8             | 7             | 4             | 0             | 3             | 10            | 8             | +2            |
| 6             | Madureira     | 4             | 7             | 2             | 0             | 5             | 8             | 19            | -11           |
| 7             | Portuguesa    | 2             | 7             | 1             | 0             | 6             | 4             | 14            | -10           |
| 8             | Bangu         | 0             | 7             | 0             | 0             | 7             | 1             | 19            | -18           |

#### Decisão do 3º Turno
07/08/1975 Vasco da Gama 1-0 Flamengo

## Triangular Final
Se o campeonato terminar empatado entre dois clubes haverá um jogo extra para decidir o título de 1975. Mas se o empate for entre os três finalistas, isto é, se Fluminense, Botafogo e Vasco terminarem domingo próximo com o mesmo número de pontos perdidos, eis o que diz o Regulamento:
1°) decisão pelo saldo de gols do turno final;
2°) se ainda assim prevalecer o empate, a decisão será pelo saldo de gols de todo o Campeonato;
3°) se ainda assim houver igualdade, a decisão será pelo “goal-average” e, finalmente,
4°) se ainda nesta hipótese prevalecer o empate, o título será, então, decidido por sorteio.
Fonte: O Globo de 12 / 08 / 1975.
| Classificação | Classificação | Classificação | Classificação | Classificação | Classificação | Classificação | Classificação | Classificação | Classificação |
| Pos           | Time          | PG            | J             | V             | E             | D             | GP            | GS            | SG            |
| ------------- | ------------- | ------------- | ------------- | ------------- | ------------- | ------------- | ------------- | ------------- | ------------- |
| 1             | Fluminense    | 2             | 2             | 1             | 0             | 1             | 4             | 2             | +2            |
| 2             | Botafogo      | 2             | 2             | 1             | 0             | 1             | 1             | 2             | -1            |
| 3             | Vasco da Gama | 2             | 2             | 1             | 0             | 1             | 3             | 4             | -1            |

### Jogo do título
BOTAFOGO 1 X 0 FLUMINENSE
Data: 17/08/1975
Local: Maracanã
Juiz: Arnaldo César Coelho
Público: 107 703
Gol: Ademir 22 do 2.º
Botafogo: Ubirajara, Miranda, Chiquinho, Artur, Valtencir, Carlos Roberto, Ademir, Êsio (Puruca), Fischer, Nilson e Dirceu
Técnico: Zagallo
Fluminense: Félix, Toninho, Silveira, Assis, Marco Antônio, Zé Mário, Carlos Alberto (Cléber), Cafuringa, Manfrini, Rivelino e Paulo César
Técnico: Paulo Emilio

### Público e renda
No Campeonato Carioca de 1975 foram disputados 132 jogos , que gerou uma renda total de Cr$ 35.256.244,00, com uma média de Cr$ Cr$ 267.097,00 por jogo. O público total foi de 2.431.413 pagantes e a média foi de 18.420 pagantes por jogo.
Top-5 rendas:
Fluminense: Cr$ 6.471.630.065
Flamengo: Cr$ 5.384.785,66
Vasco: Cr$ 5.192.273,57
Botafogo: Cr$ 4.900.757,58
América: Cr$ 2.347.946,60